# 恩海沃站
恩海沃站（丹麦语：Enghave Station）是一座已关闭的火车站，位于丹麦哥本哈根韋斯特布羅。1911年11月11日启用，启用时站名为“西公共地路站”（Vester Fælledvej）。第一代站房的总设计师为海因里克·文克，第一代站房后于1984年拆毁。1923年改名为“恩海沃站”，因所在区域曾是草场而得名，这一区域内亦有多处与“草场”有关的地名。1934年11月1日引入哥本哈根市郊铁路。1941年，主线铁路列车不再停靠本站，之后至本站废止仅有哥本哈根市郊铁路列车停靠。2016年7月3日，恩海沃站全面关闭，在本站停靠的哥本哈根市郊铁路列车转移至西面200米外的新建车站嘉士伯站。嘉士伯站所在地原先是嘉士伯啤酒厂，现已改建为商住综合体。

## 图片集

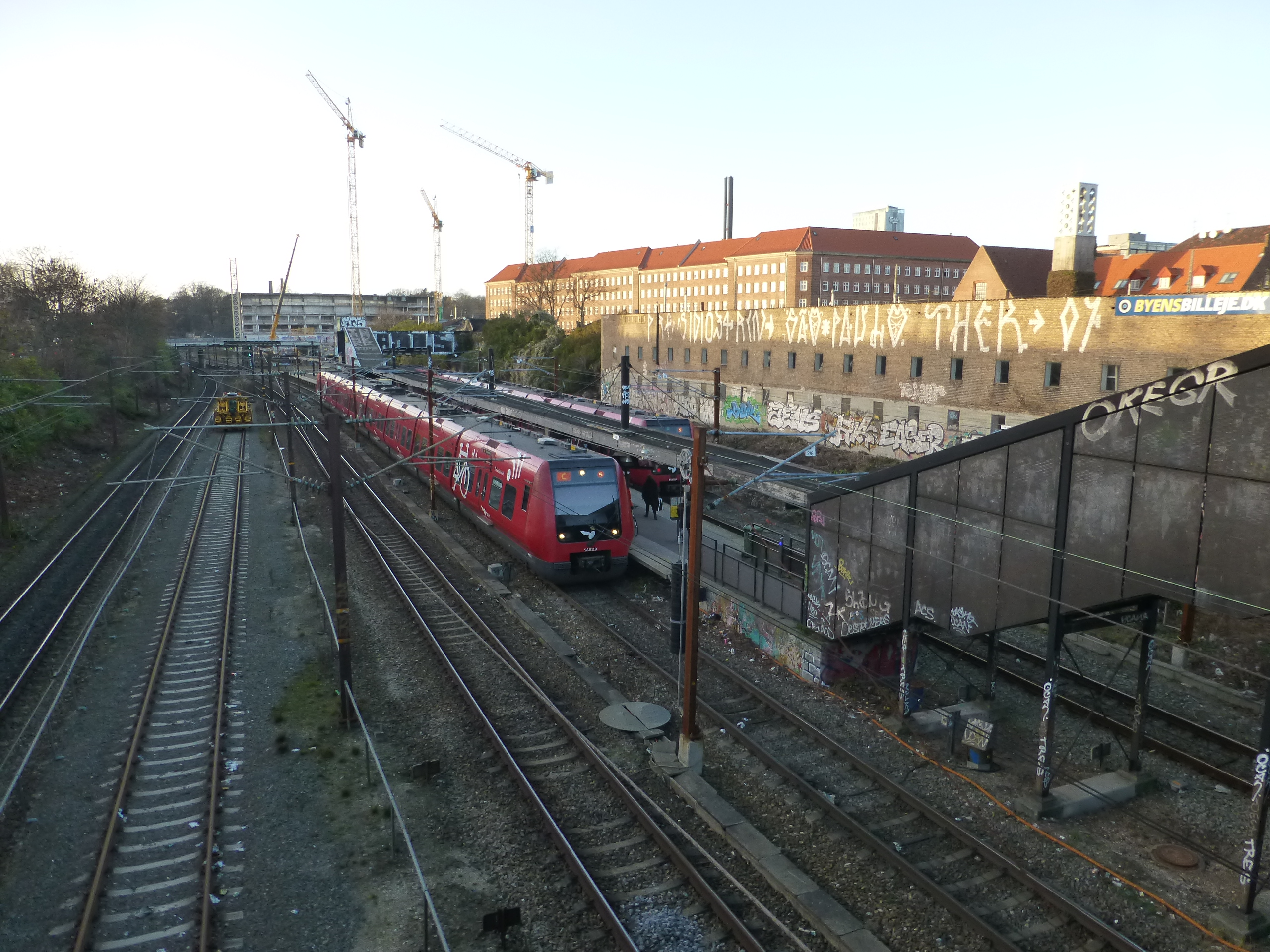
由恩海沃路（英语：Enghavevej）跨线桥拍摄的恩海沃站
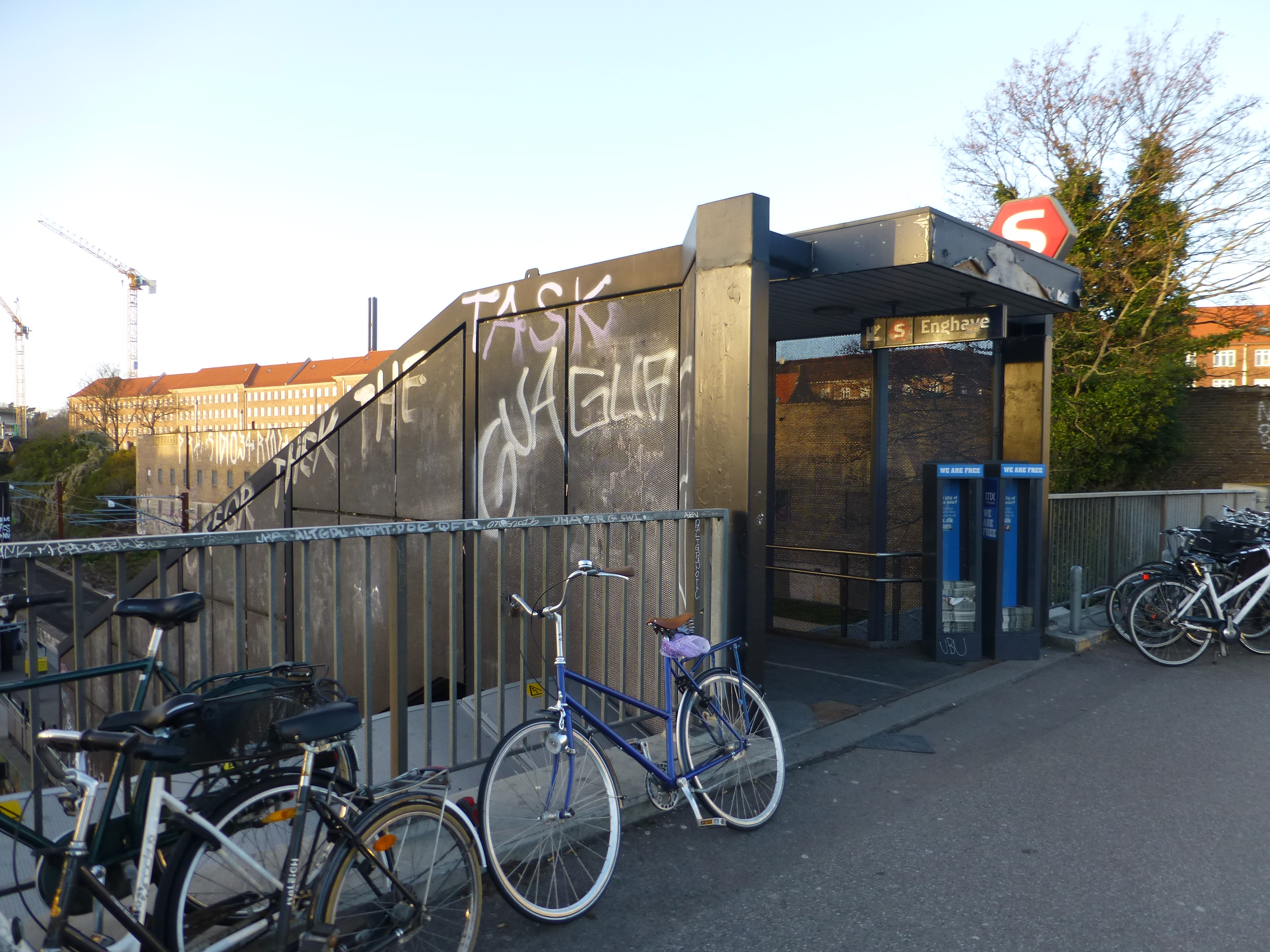
由恩海沃路（英语：Enghavevej）跨线桥拍摄的恩海沃站
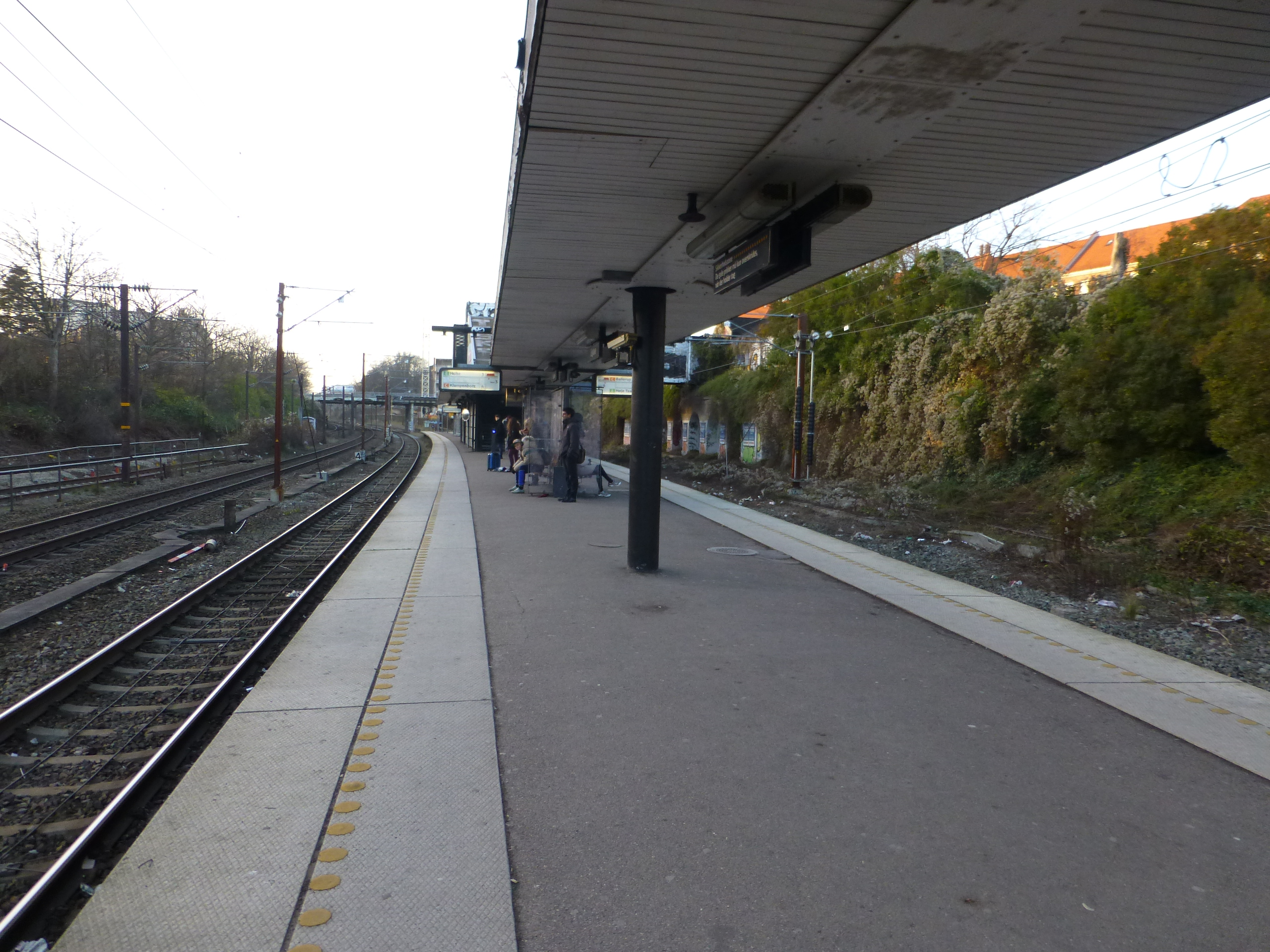
自东向西拍摄的站台照片
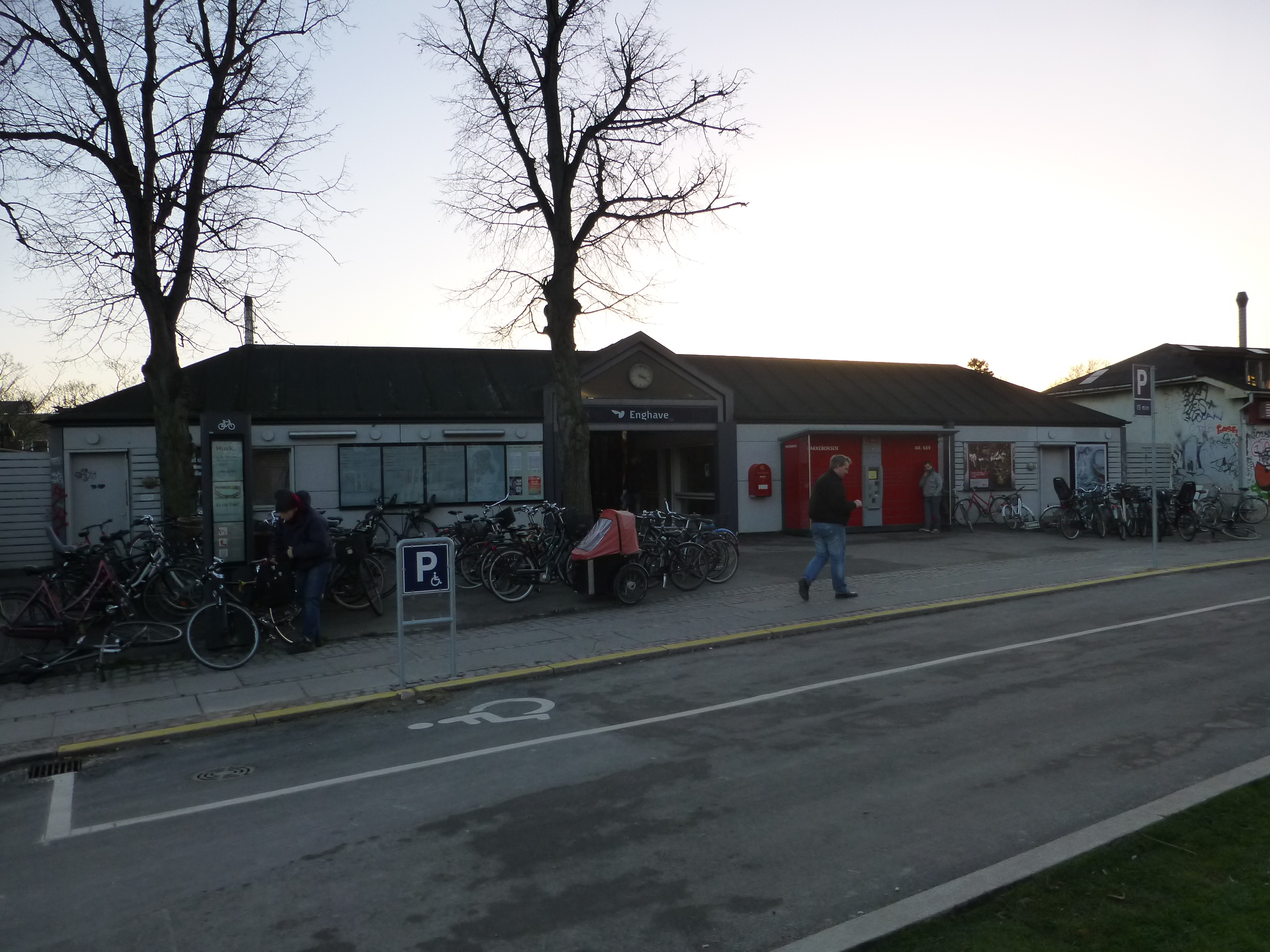
在南大街一侧的站房